# MS Mar del Plata
Pour les articles homonymes, voir Mar del Plata (homonymie) et Plata.
Le Mar del Plata est un paquebot construit en 1938 par la SA Cockerill Yards à Hoboken pour le compte de la Compagnie maritime belge. Avec ses navires jumeaux, le Piriapolis et le Copacabana, il assurait à l'origine les liaisons entre Anvers et l'Amérique du sud, principalement l'Argentine, puis, de 1946 à 1957, les liaisons vers Matadi au Congo belge.

## Nom
Le Mar del Plata porte le nom du port argentin de Mar del Plata, situé dans la province de Buenos Aires.

## Histoire
Le paquebot qui assurait la liaison au départ d'Anvers vers l'Argentine, a été réquisitionné par les Allemands en mai 1940 dans le port de Bordeaux et mis en service dans la Kriegsmarine comme le navire de transport auxiliaire H.15 sur la ligne Hambourg-Amérique. Après la déclaration de guerre de l'Allemagne aux États-Unis, il n'a plus fait route vers l'Amérique. À la fin de la guerre, en 1945, le paquebot a été restitué à la Compagnie maritime belge où, reconverti en paquebot mixte, il est resté en service de 1946 à 1957 sur la ligne Anvers-Matadi, puis cédé l'année suivante à la compagnie maritime d'Allemagne de l'Est qui l'a rebaptisé Heinrich Heine et l'a affecté aux liaisons CUBALCO entre des ports européens, Cuba et le Mexique.
Déclassé le 2 mai 1968, il a alors été revendu à la Loyna Cia Navigation SA, Famagusta (Chypre) pour laquelle il a navigué sous le nom de Cleo II. Le 25 janvier 1973, il est arrivé à Kaohsiung (Taiwan) pour y être démoli.

## Description
Ce paquebot mixte de 7 334 tonnes était très moderne pour son époque. Il avait la forme d'un cargo contemporain, une courte cheminée aux couleurs de la Compagnie maritime belge et deux grands mâts.